# ミカエル・ブルーン
ミカエル・ブルーン（Michael Bruun、1970年10月8日 - ）は、デンマークのハンドボール選手。以前はハンドボルド・リーガエン (男子) のTeam Tvis Holstebroでゴールキーパーをしていた。ハンドボールデンマーク代表として92試合に出場し、2002年ヨーロッパ男子ハンドボール選手権では銅メダルを獲得した。